# Stahlhammer Bommern

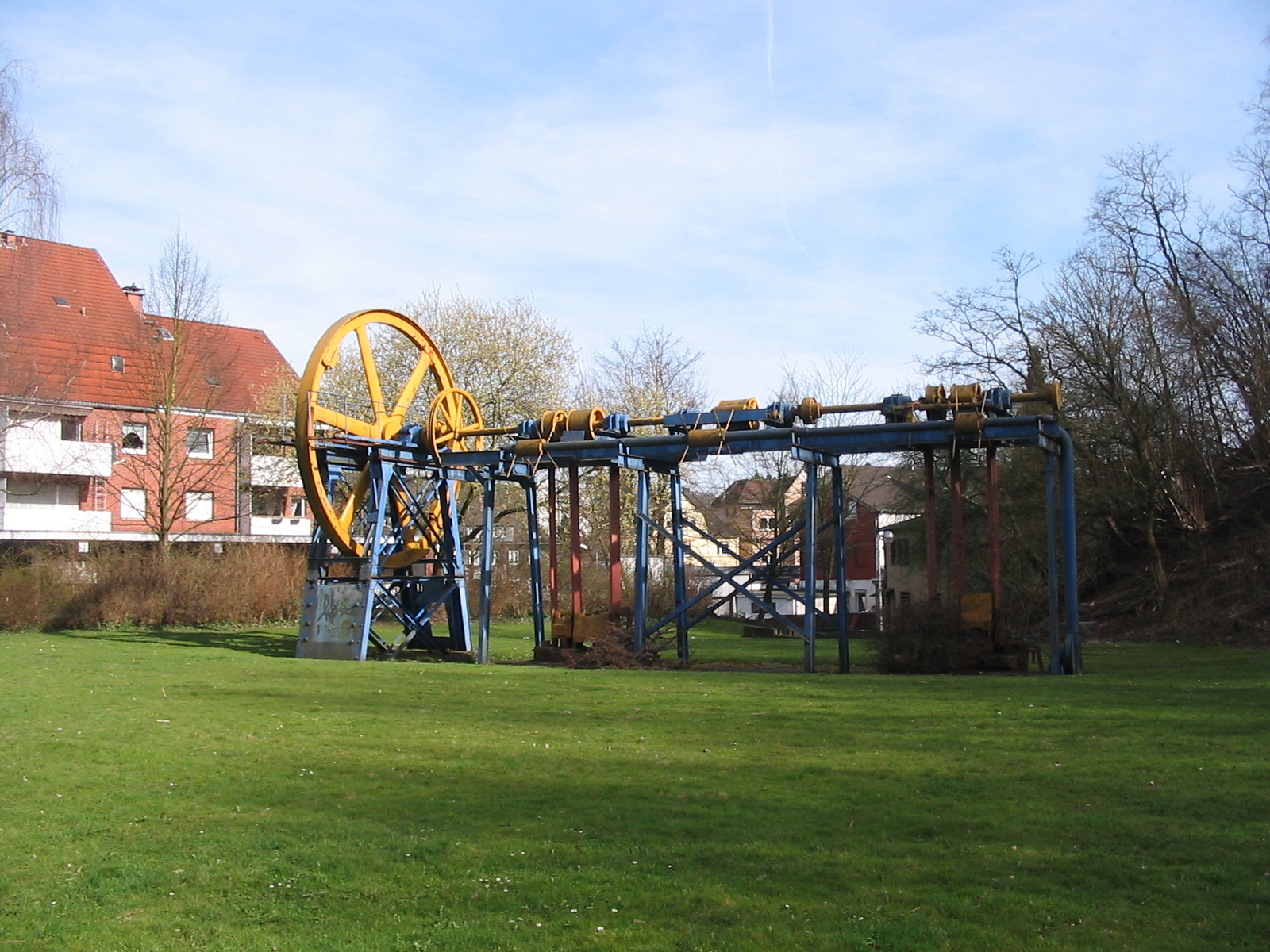
Transmissionsanlage, 2013

Die Stahlhammer Bommern Gebr. Schneider KG war ein Unternehmen am Bodenborn in Bommern, Witten. Die Kommanditgesellschaft wurde 1911 gegründet, ab 1983 war der Sitz des Unternehmens in Hamm. Gefertigt wurden Gesenk- und Freiformschmiedestücke, darunter Kranhaken. Nach dem Verkauf ist die Stahlhammer Bommern Gebr. Schneider KG im Januar 2007 erloschen, das Folgeunternehmen firmiert unter dem Namen Stahlhammer Bommern GmbH.

## Geschichte
Der Kreisausschuss des Landkreises Hagen genehmigte 15. Juni 1889 dem Fabrikanten Bernhard Kozlowski „... auf dem Grundstück Flur IV Nr. 140/48 der Steuergemeinde Bommern auf seiner daselbst gelegenen Presskohlenfabrik ein Hammerwerk zu errichten.“ Kozlowski stellte mit zwei Dampfhämmern Kleinschmiedestücke her. 1902 erwarb Theodor Rode die Fabrik. 
Nach dessen Konkurs erwarben 1911 die Gebrüder Schneider aus Hagen-Eilpe die Fabrik. Sie beantragten im Juni 1911, drei Fallhämmer und einen Zwillingshammer aufzustellen. Bis 1942 waren zehn Hämmer mit einem Bärgewicht von bis zu 3750 kg in Betrieb. Im März 1942 wurde die Genehmigung für den Betrieb eines 6000 kg schweren Hammers erteilt. 
1973 wurde mit der Verlegung nach Hamm begonnen. Das Werk in Bommern wurde 1983 abgerissen. Die Transmissionsanlage des ehemaligen Stahlhammers ist heute ein Denkmal (Denkmalliste von Witten, Nr. 17) in einer Grünanlage.

## Weblinks

Schreiben des königlichen Amtsgerichtes vom 27. Juni 1911 über den Eintrag in das Handelsregister.